# Fulvene
Il fulvene è un idrocarburo isomero del benzene, C6H6. In condizioni normali è un liquido oleoso giallastro che polimerizza facilmente ed è molto tossico. Data la sua instabilità, il fulvene è raramente usato, mentre suoi derivati, i fulveni, sono leganti abbastanza comuni nella chimica metallorganica.

## Sintesi
Fulvene puro si può sintetizzare facendo reagire a 0 °C trietilammina con una miscela di acetossimetilciclopentadieni, C5H5−CH2−O−C(O)−CH3.
Il fulvene si forma anche per isomerizzazione del benzene tramite irradiazione UV. Nella reazione si formano però anche altri isomeri del benzene come il benzvalene.

## Derivati del fulvene
I derivati del fulvene sono detti fulveni. Fu il chimico tedesco Thiele a scoprire nel 1900 che i fulveni si preparano facendo reagire chetoni e aldeidi con ciclopentadiene. I derivati del fulvene sono composti molto colorati e reattivi. In genere si preparano a partire da ciclopentadiene o ciclopentadienuro di sodio.
Il 2,3,4,5-Tetrametilfulvene, abbreviato come Me4Fv, è un legante abbastanza comune nella chimica metallorganica. Si ottiene tipicamente dalla deprotonazione di complessi cationici pentametilciclopentadienilici.